# Ardning
Ardning ist eine Gemeinde mit 1292 Einwohnern (Stand 1. Jänner 2024) in der Obersteiermark im Gerichtsbezirk bzw. Bezirk Liezen.

## Geografie
Ardning liegt im Bezirk Liezen. Die Seehöhe beträgt 696 Meter. Die Gesamtfläche beträgt 34,04 km². Damit liegt die Gemeinde Ardning flächenmäßig unter den 51 Gemeinden des Bezirks Liezen auf Platz 39.
Auf dem Gemeindegebiet liegt das Pürgschachen-Moor, das sich über einen Kilometer durch das Ennstal zieht.

### Gemeindegliederung
Das Gemeindegebiet umfasst folgende drei Ortschaften (Einwohner Stand 1. Jänner 2024):
- Ardning (882) samt Haindlgraben, Harsbach, Hinterstatt, Lainken, Oberdorf und Unterdorf
- Frauenberg (262) samt Forchner und Kulm (mit Wallfahrtskirche auf der Kuppe)
- Pürgschachen (148)
- Ardningalm samt Ardningalm-Bungalowsiedlung

Die Gemeinde besteht aus der einzigen Katastralgemeinde Ardning.

### Nachbargemeinden
|        | Spital am Pyhrn (KI)                        |        |
| Liezen | Kompassrose, die auf Nachbargemeinden zeigt | Admont |
|        | Selzthal                                    |        |

## Geschichte
Die Herkunft des Gemeindenamens ist umstritten. Nicht unwahrscheinlich ist, dass sich „Ardning“ vom slawischen Wort „jar“ für „Graben“ oder „Schlucht“ ableitet, was durch die geographische Lage gestützt wird. Erstmals erwähnt wurde Ardning im Jahre 1077 als „Arnich“.
Nach den Februarkämpfen 1934 wurde der Nationalratsabgeordnete Koloman Wallisch am 18. Februar 1934 in Ardning verhaftet und am folgenden Tag in Leoben zum Tode verurteilt.

## Kultur und Sehenswürdigkeiten

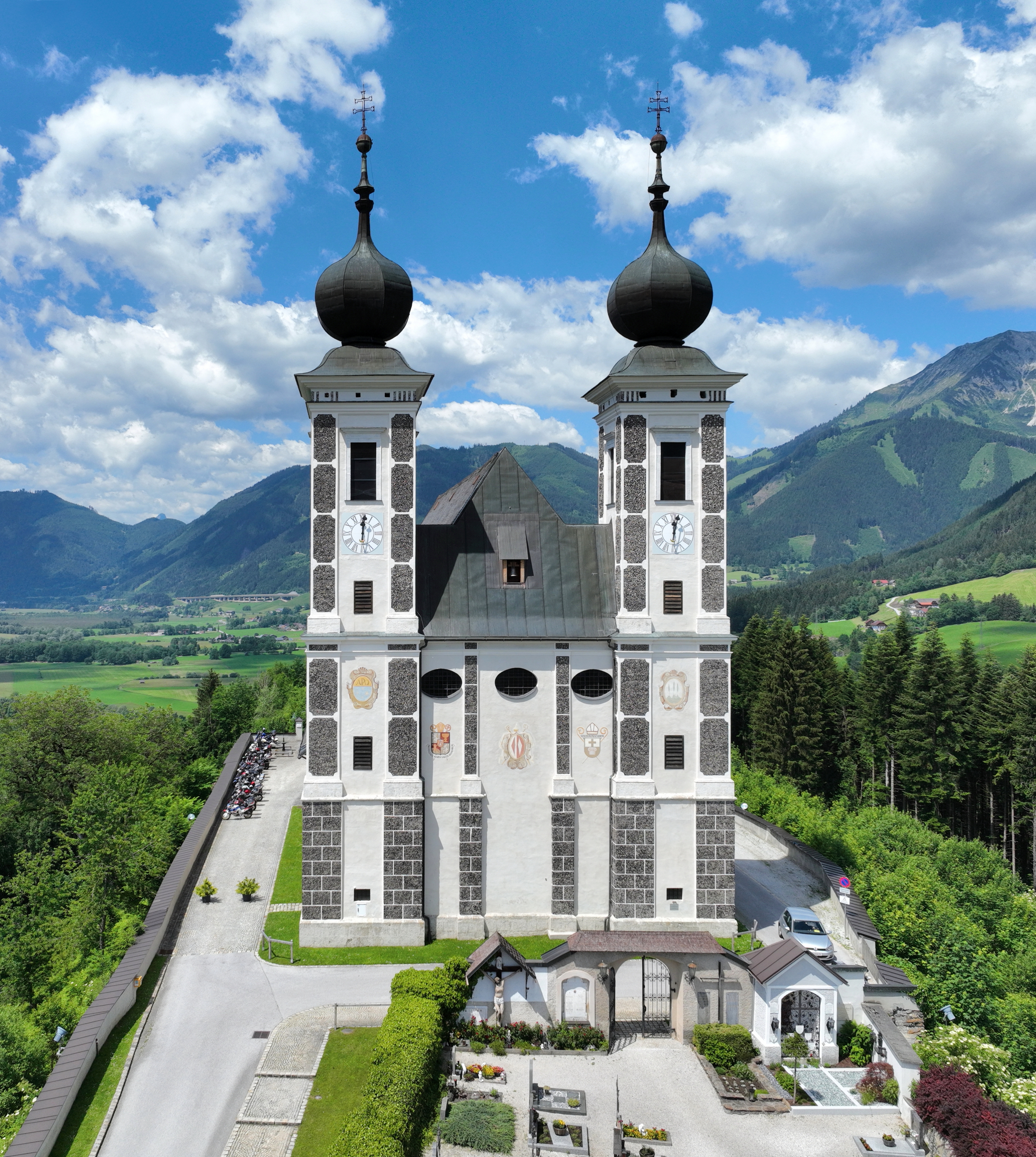
Wallfahrtskirche Frauenberg an der Enns

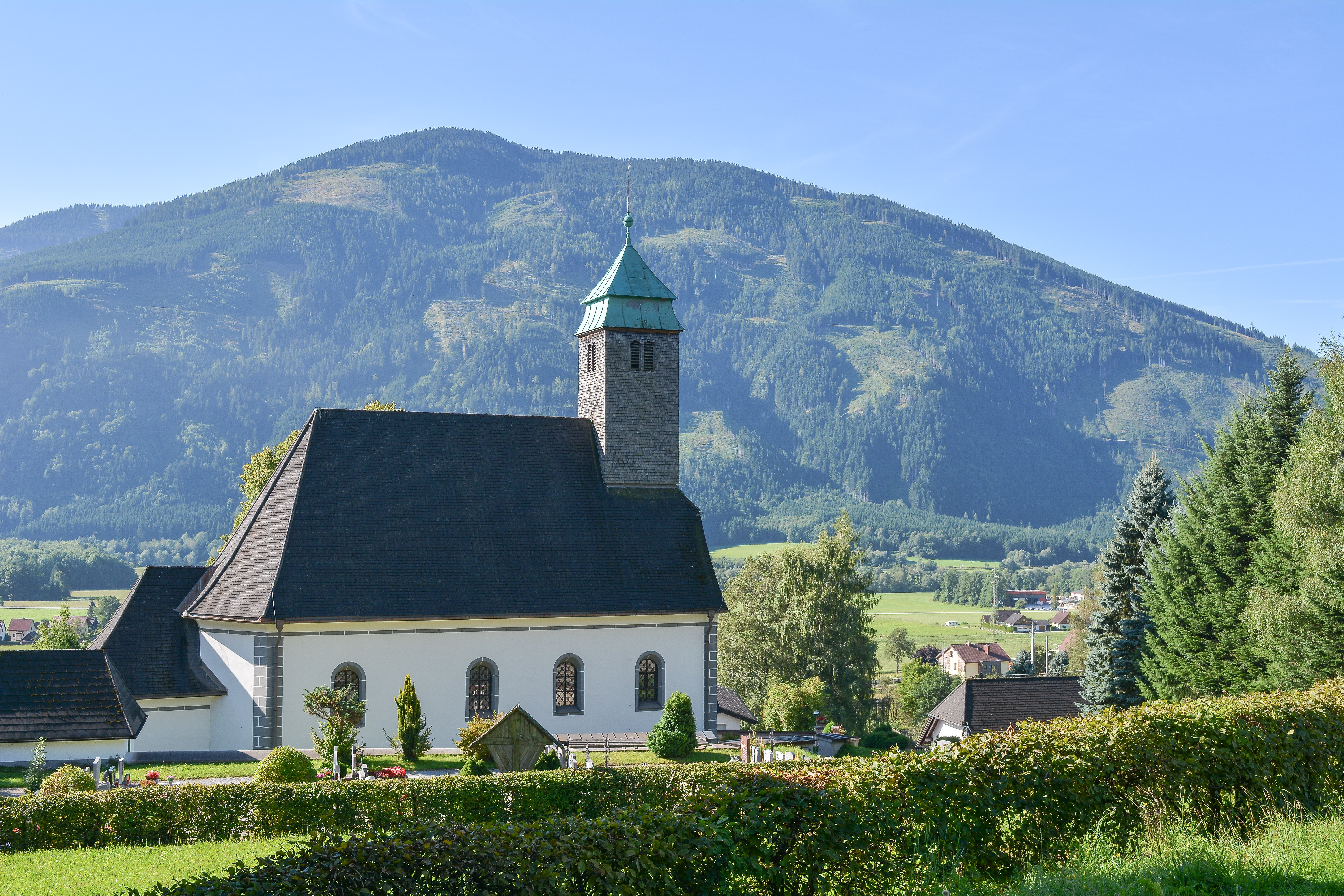
Filialkirche Ardning

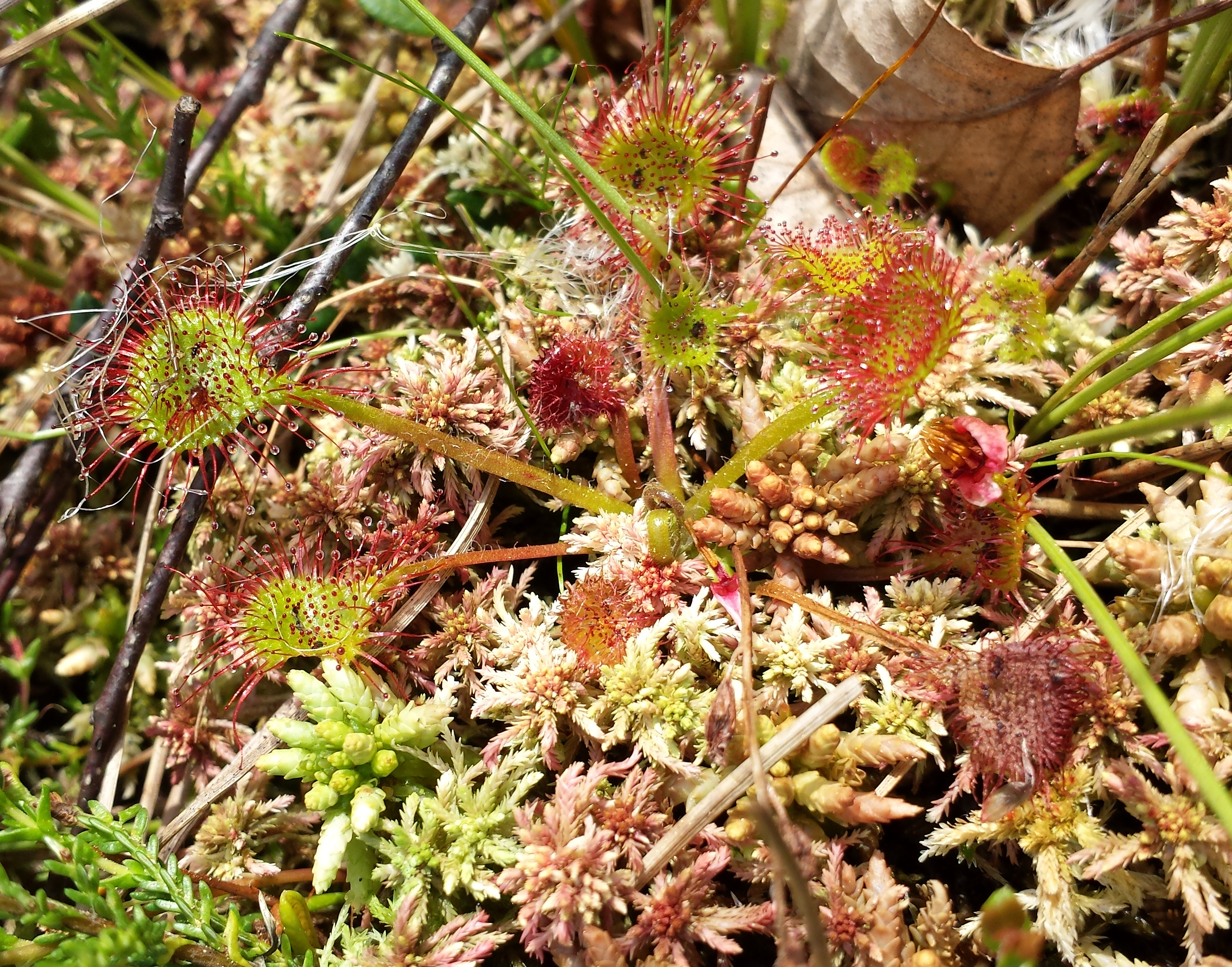
Rundblättriger Sonnentau (Drosera rotundifolia) im Pürgschachen-Moor.

- Katholische Pfarr- und Wallfahrtskirche Frauenberg an der Enns
- Katholische Filialkirche Ardning
- Pürgschachen-Moor

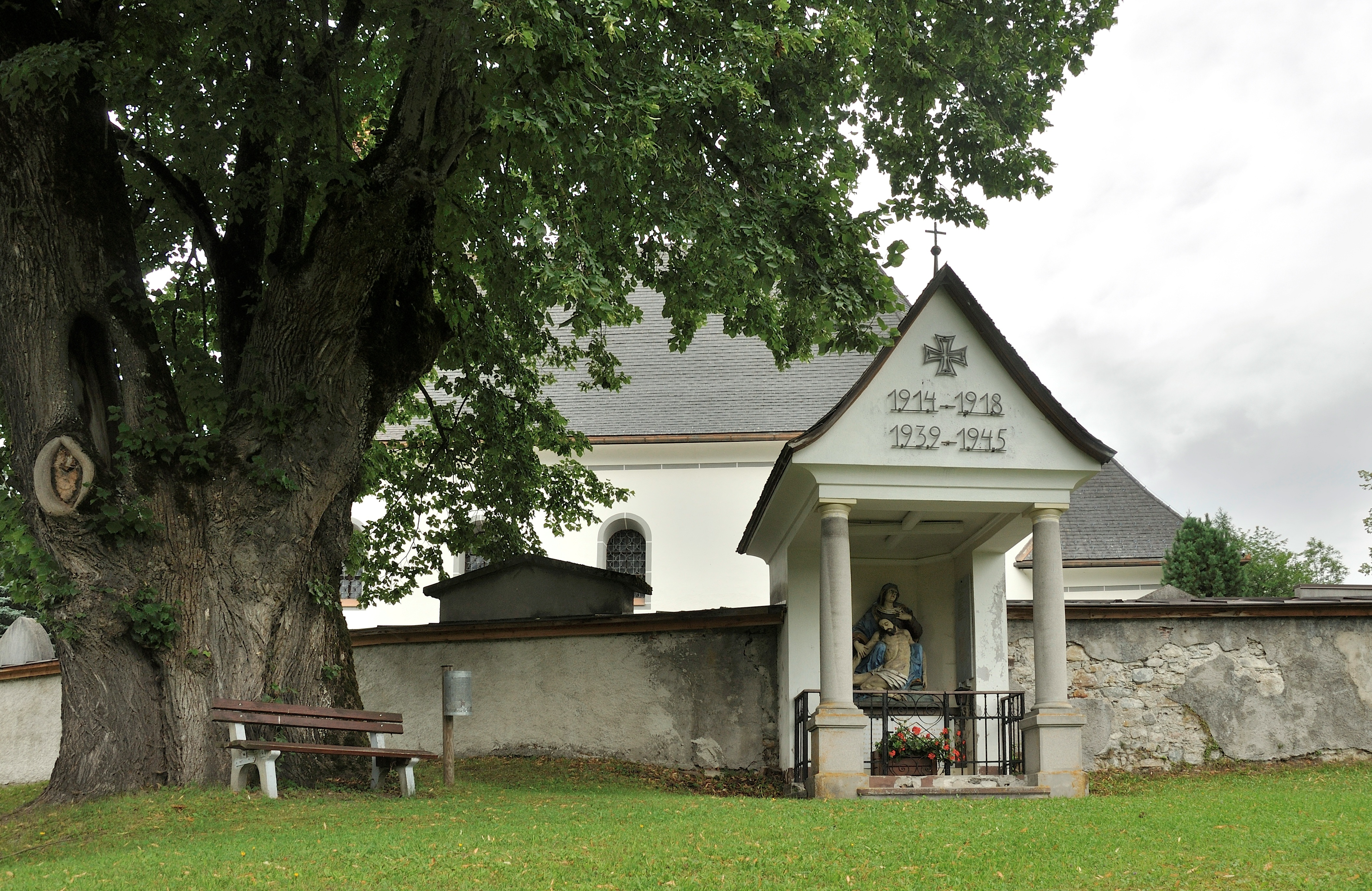
Kriegerdenkmal, Naturdenkmal Sommerlinde
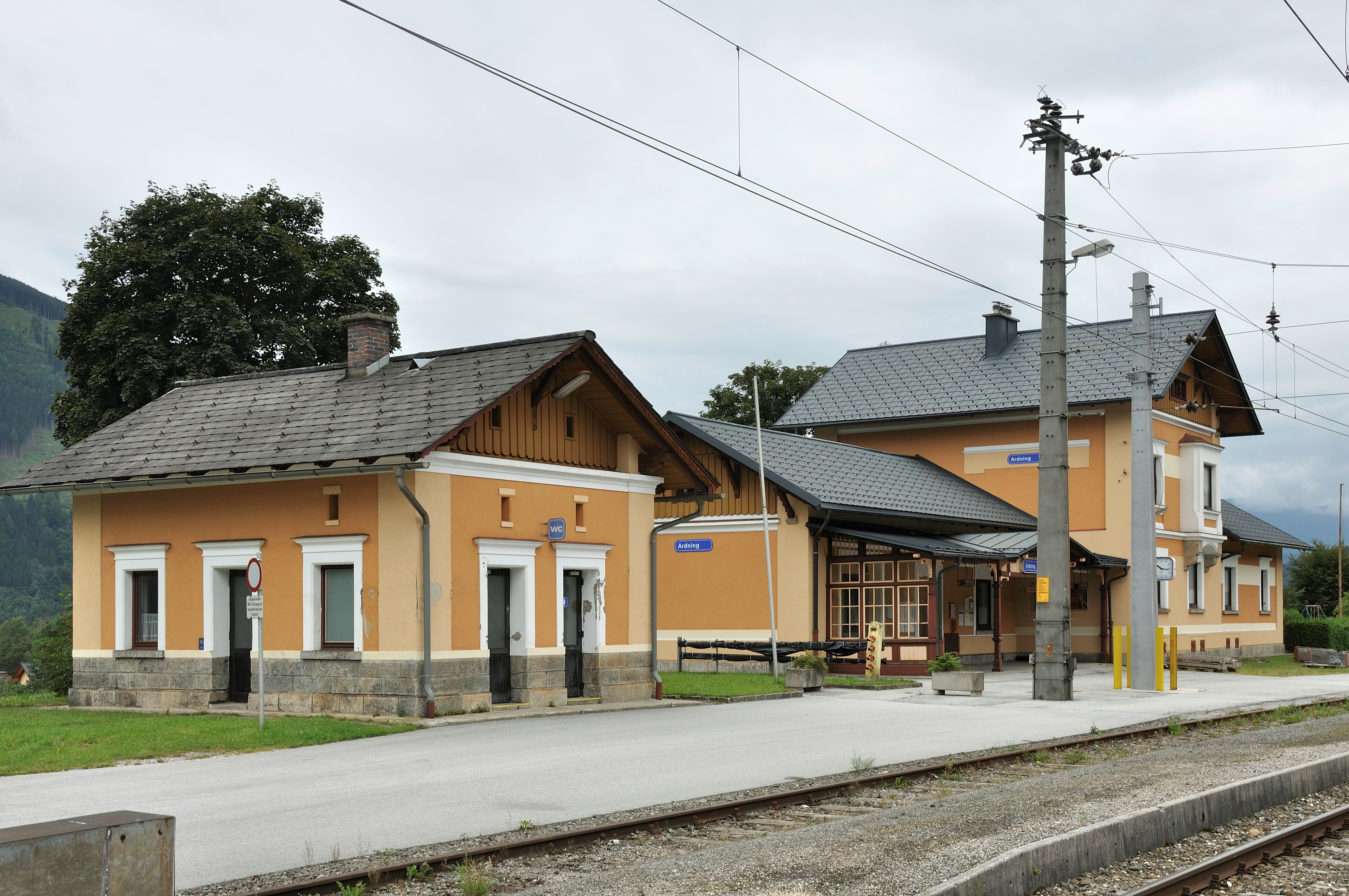
Bahnhof Ardning
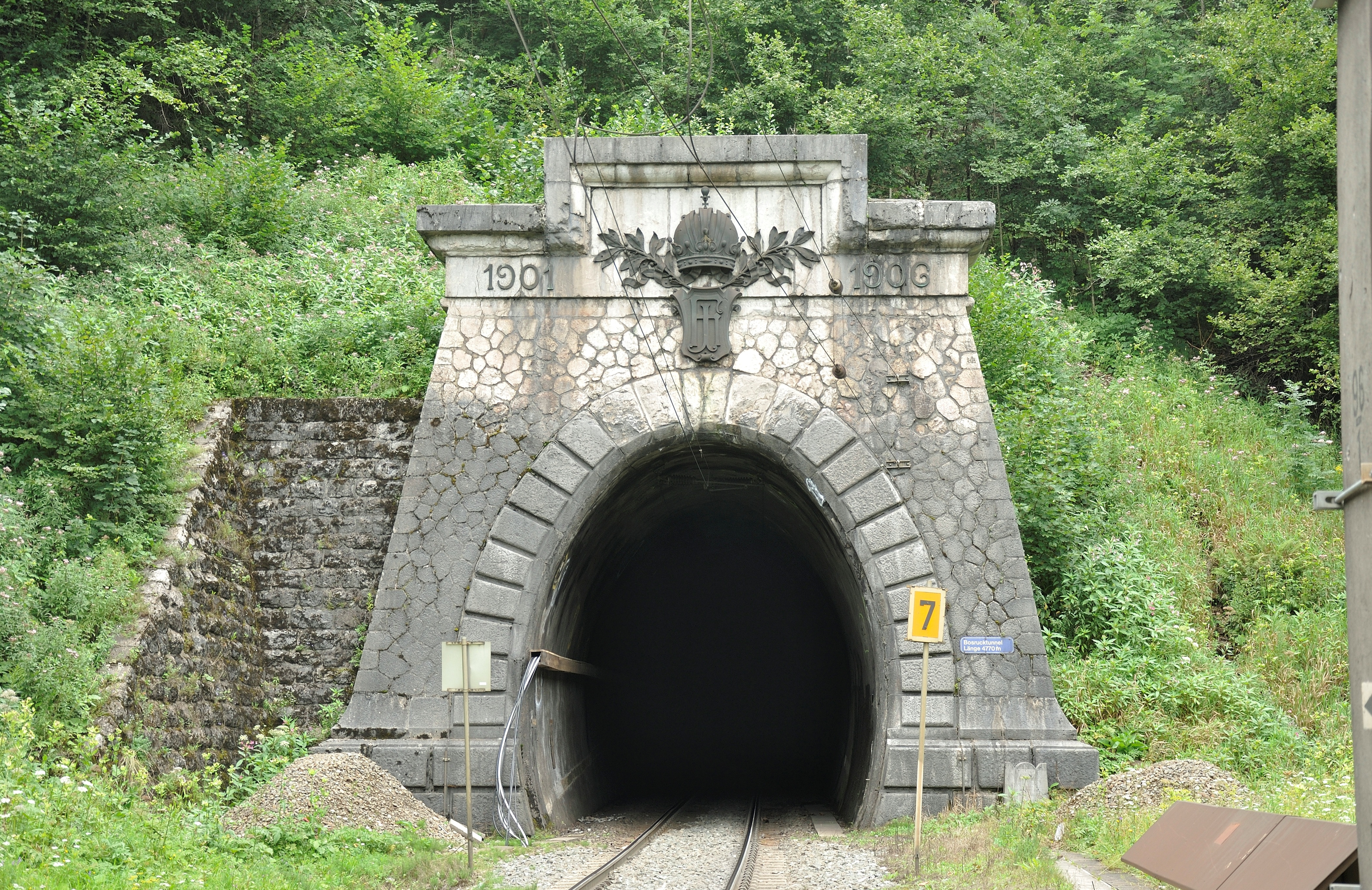
Bosrucktunnel Südportal
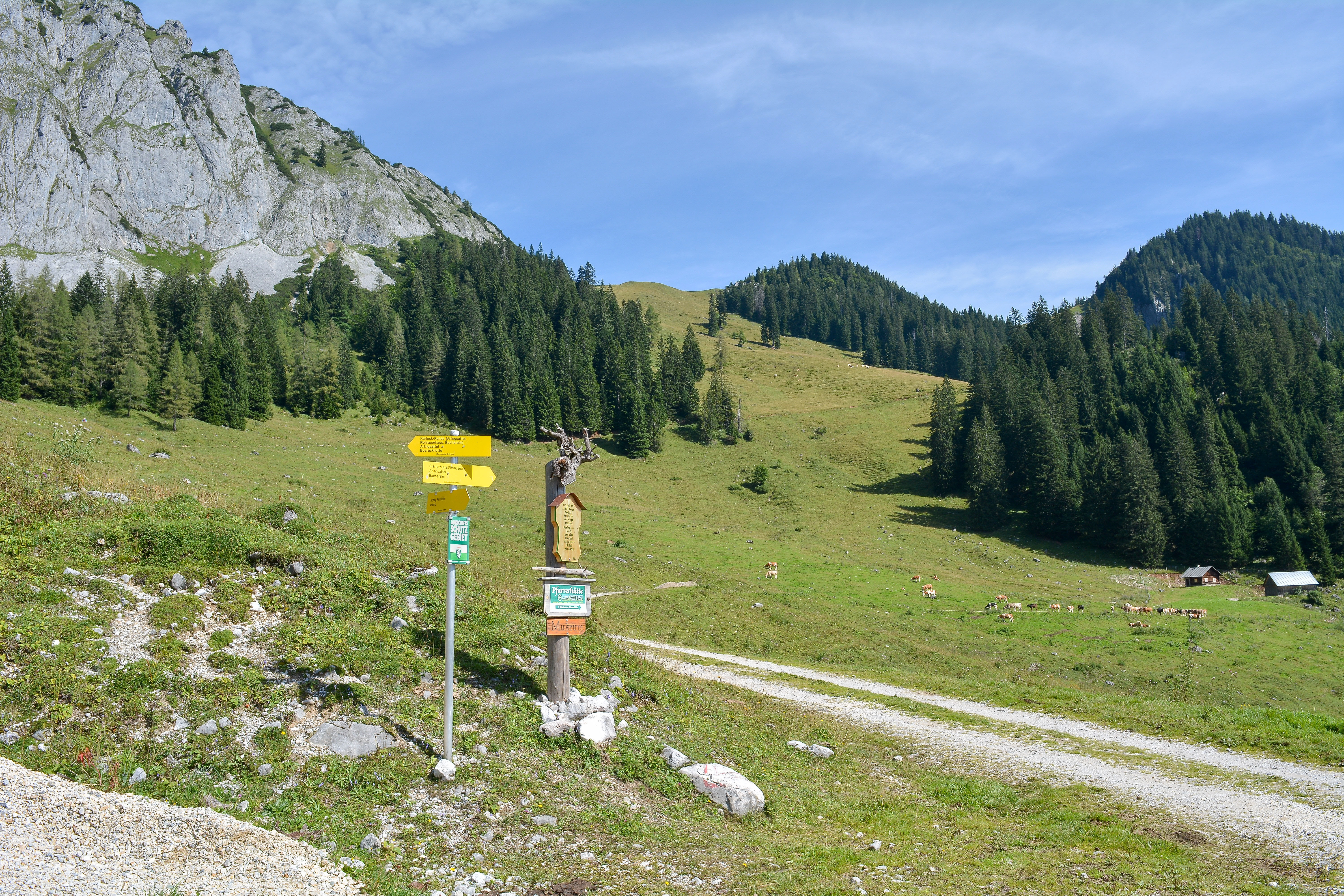
Ardningalm

## Wirtschaft und Infrastruktur

### Wirtschaftssektoren
Von den landwirtschaftlichen Betrieben des Jahres 2010 wurden 23 im Haupt-, 38 im Nebenerwerb, zwei von Personengesellschaften und sechs von juristischen Personen geführt. Von den 25 Erwerbstätigen im Produktionssektor arbeiteten 22 im Baugewerbe. Die größten Arbeitgeber im Dienstleistungssektor waren die Bereiche soziale und öffentliche Dienste (53), Verkehr (32) und Handel (20 Erwerbstätige).
| Wirtschaftssektor            | Anzahl Betriebe | Anzahl Betriebe | Erwerbstätige | Erwerbstätige |
| Wirtschaftssektor            | 2011            | 2001            | 2011          | 2001          |
| ---------------------------- | --------------- | --------------- | ------------- | ------------- |
| Land- und Forstwirtschaft 1) | 69              | 79              | 37            | 30            |
| Produktion                   | 4               | 7               | 25            | 107           |
| Dienstleistung               | 45              | 33              | 145           | 130           |

1) Betriebe mit Fläche in den Jahren 2010 und 1999

### Arbeitsmarkt, Pendeln
Von den 586 Erwerbstätigen, die 2011 in Ardning wohnten, arbeiteten 111 in der Gemeinde. Mehr als achtzig Prozent der Arbeitnehmer pendelten aus.

### Fremdenverkehr
Die Gemeinde bildet gemeinsam mit Altenmarkt bei St. Gallen, Admont, Landl und St. Gallen den Tourismusverband „Alpenregion Nationalpark Gesäuse“. Dessen Sitz ist in Admont.

### Verkehr
- Eisenbahn: Südlich des Gemeindegebietes verläuft die Rudolfsbahn, durch Ardning führt die Pyhrnbahn.
- Straße: In Ardning befindet sich das Südportal des Bosrucktunnels der Pyhrn Autobahn A9.
- Rad: Die Enns entlang verläuft der Ennsradweg.[9]

## Politik
| Der Gemeinderat hat 15 Mitglieder. - Mit den Gemeinderatswahlen in der Steiermark 2000 hatte der Gemeinderat folgende Verteilung: 10 ÖVP, 4 SPÖ und 1 FPÖ. - Mit den Gemeinderatswahlen 2005 hatte der Gemeinderat folgende Verteilung: 8 SPÖ und 7 ÖVP. - Mit den Gemeinderatswahlen 2010 hatte der Gemeinderat folgende Verteilung: 8 SPÖ, 6 ÖVP und 1 FPÖ. - Mit den Gemeinderatswahlen 2015 hatte der Gemeinderat folgende Verteilung: 10 SPÖ, 3 ÖVP und 2 FPÖ. - Mit den Gemeinderatswahlen 2020 hat der Gemeinderat folgende Verteilung: 10 SPÖ und 5 ÖVP. | Hier fehlt eine Grafik, die leider im Moment aus technischen Gründen nicht angezeigt werden kann. Wir arbeiten daran! |

### Bürgermeister
- bis 2005 Adolf Koinegg
- 2005–2017 Johann Egger (SPÖ)[14]
- seit 2017 Reinhard Metschitzer (SPÖ)[15]

### Wappen
Im Jahr 1980 wurde der Gemeinde folgendes Wappen verliehen: Im geteilten und oben wieder geteilten Schild eine silberne Lilie im grünen, ein schwarzer Querfaden im silbernen und ein silberner Sonnentau mit einer Blüte und sechs Blättern im roten Feld.
Die Lilie symbolisiert die Wallfahrtskirche Frauenberg, der Querfaden die Landesgrenze und der Sonnentau wächst im Feuchtgebiet Pürgschachen-Moor.

## Persönlichkeiten

### Söhne und Töchter der Gemeinde
- Günter Brus (1938–2024), Aktionskünstler und Maler